# Skånelinjen

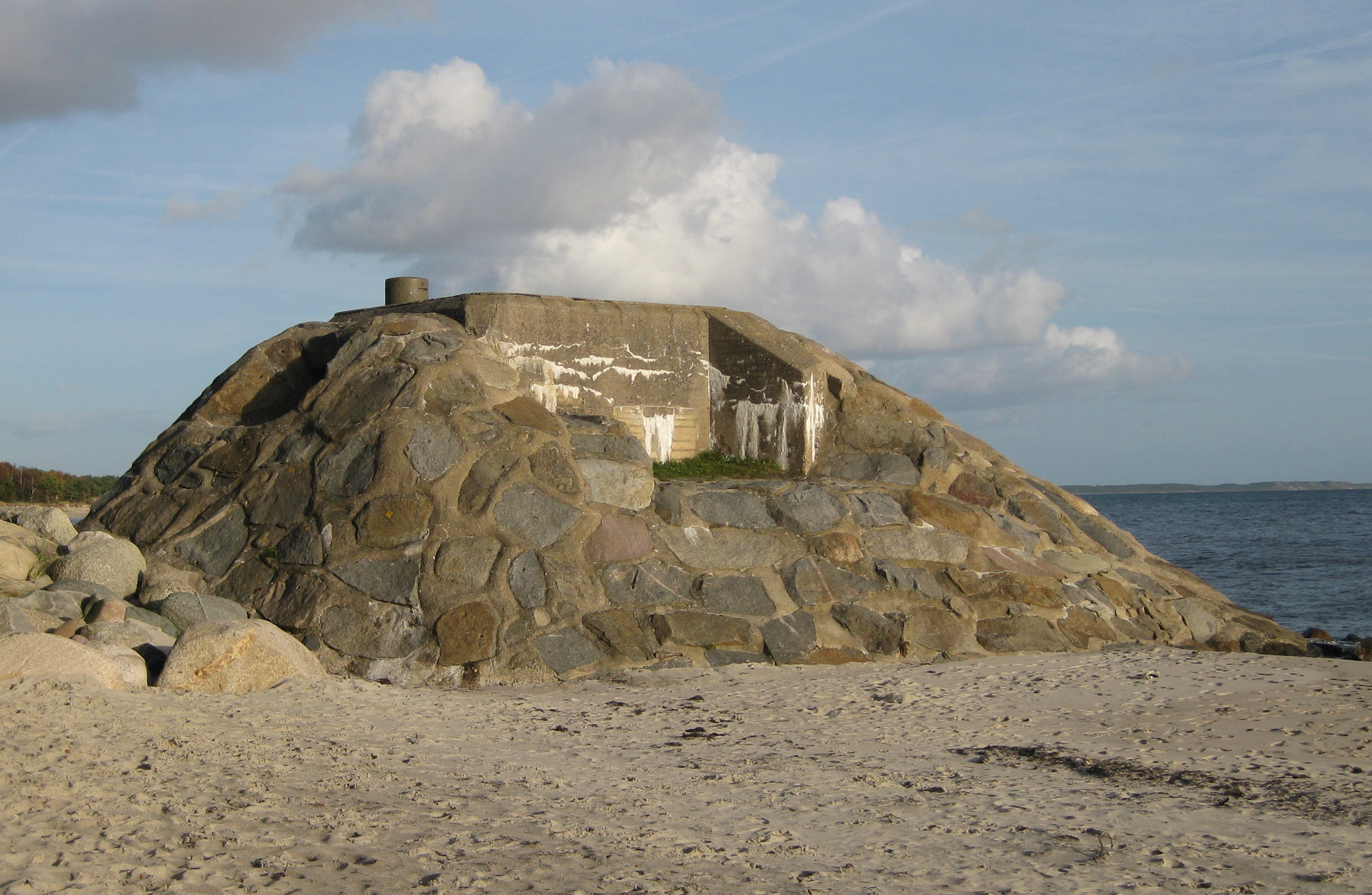
Förseglad bunker i Ystad sandskog.

Skånelinjen, även kallad Per Albin-linjen efter Sveriges dåvarande statsminister Per Albin Hansson, var en mer än 500 kilometer lång försvarslinje (fortifikation) som uppfördes längs den sydsvenska kusten under andra världskriget för att skydda området mot en befarad fientlig invasion. Officiellt pekades ingen stat ut, men Tyskland som ockuperat både Danmark och Norge var den tänkta fienden, samt senare även Sovjetunionen. Linjen sträckte sig från Båstad vid Hallandsgränsen i nordvästra Skåne längs Skånekusten till mellersta Blekinge och bestod av en kustförsvarslinje med olika typer av betongvärn som kulsprute-, pansarvärnskanon-, observations- och kanonvärn.

## Historik
Efter första världskriget fanns ingen försvarsplanering för ett krig mot Tyskland. Detta land var ju avrustat i enlighet med Versaillesfreden. Efter den nazityska inmarschen i Tjeckoslovakien 1938 utfördes rekognoseringar av försvarsvärn på sträckan Simrishamn-Falsterbo och Riksdagen beslöt 1939 att anvisa medel för byggnad.
Ungefär samtidigt beslöts att bygga kustartilleribatterier för försvar av hamnarna i Ystad och Trelleborg. Efter det nazityska anfallet på Danmark utsträcktes befästningslinjen längs Öresund från Falsterbo upp till Skälderviken, varvid ett nytt kustartilleribatteri i hast anlades vid Helsingborg.

## Utformning
I Helsingborgsområdet förstärktes linjen med en andra linje av bakåtvända kulsprutevärn. Som en ytterligare förstärkning byggdes också en skyddsrumslinje med stora skyddsrum för 24 alternativt 48 man (så kallade SK24 och SK48). Denna skyddsrumslinje sträcker sig från Ystad till norr om Helsingborg och omfattar cirka 70-talet skyddsrum.
Vid krigsslutet 1945 omfattade värnlinjen 1 063 värn av olika slag (skyddsrum ej inräknade). Avstånden mellan varje fort är 300–400 meter och de flesta ligger i direkt anslutning till havet och är byggda efter en någorlunda likartad mall (gäller kulsprutevärnen i den direkta kustlinjen). Under kalla kriget förstärktes linjen ytterligare med bland annat stridsvagnstorn med 7,5 cm kanon som placerades i om- eller nybyggda värnkonstruktioner.

## Avveckling
Mot slutet av 1990-talet började värnlinjen avvecklas då arrendet på 50 år gått mot sitt slut. Respektive markägare fick besluta vad som skulle hända med värn på deras marker. Många värn plomberades, ett mindre antal raserades och några togs över efter bygglovsansökningar. Avvecklingen är avslutad och de värn som inte har bevarats är endera plomberade eller borttagna.

## Bevarande
Beredskapsmuseet påbörjade tillsammans med fortifikationshistoriker Leif Högberg ett lobbyarbete under år 1999 för att bevara ett urval av värnen i Skånelinjen. Museet började med visningar av ett urval värn för allmänheten, som kunde följa med på vandring och titta in i värnen såväl längs med kusten som inne i Helsingborg. Värnen var i starkt behov av renovering för att kunna visas säkert för besökarna. Bl a behövde säkra luckor installeras för att undvika risk för klämskador. År 2007 beslutades i samverkan mellan Beredskapsmuseet och Riksantikvarieämbetet att 18 olika värn ur linjen i Helsingborgsområdet var värda att bevara. Fortifikationsverket gick med på att bekosta upprustning av värnen i utbyte mot att marken återlämnades till markägarna med värnen öppningsbara och visningsbara för allmänheten. Resterande värn plomberades eller revs av Fortifikationsverket innan marken återlämnades till respektive markägare. Den 30 maj 2009 invigdes de renoverade värnen genom stridsförevisning, salutskjutning, fanfarer och fanvakt. De bevarade värnen förvaltas såsom tidigare av Beredskapsmuseet och visningar genomförs sommartid av museet.

## Bilder

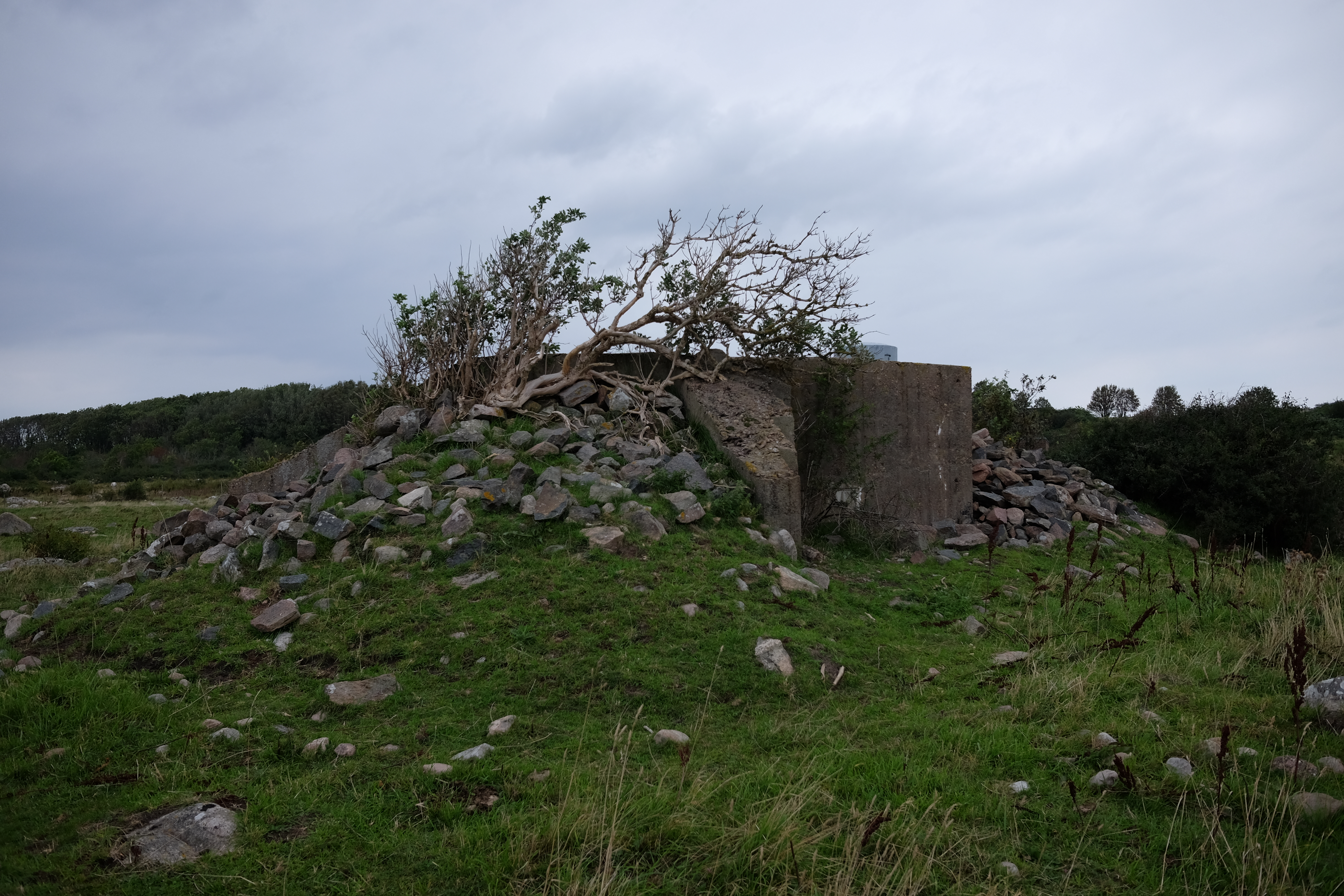
Värn 1539, kulsprutevärn utanför Rammsjöstrand.
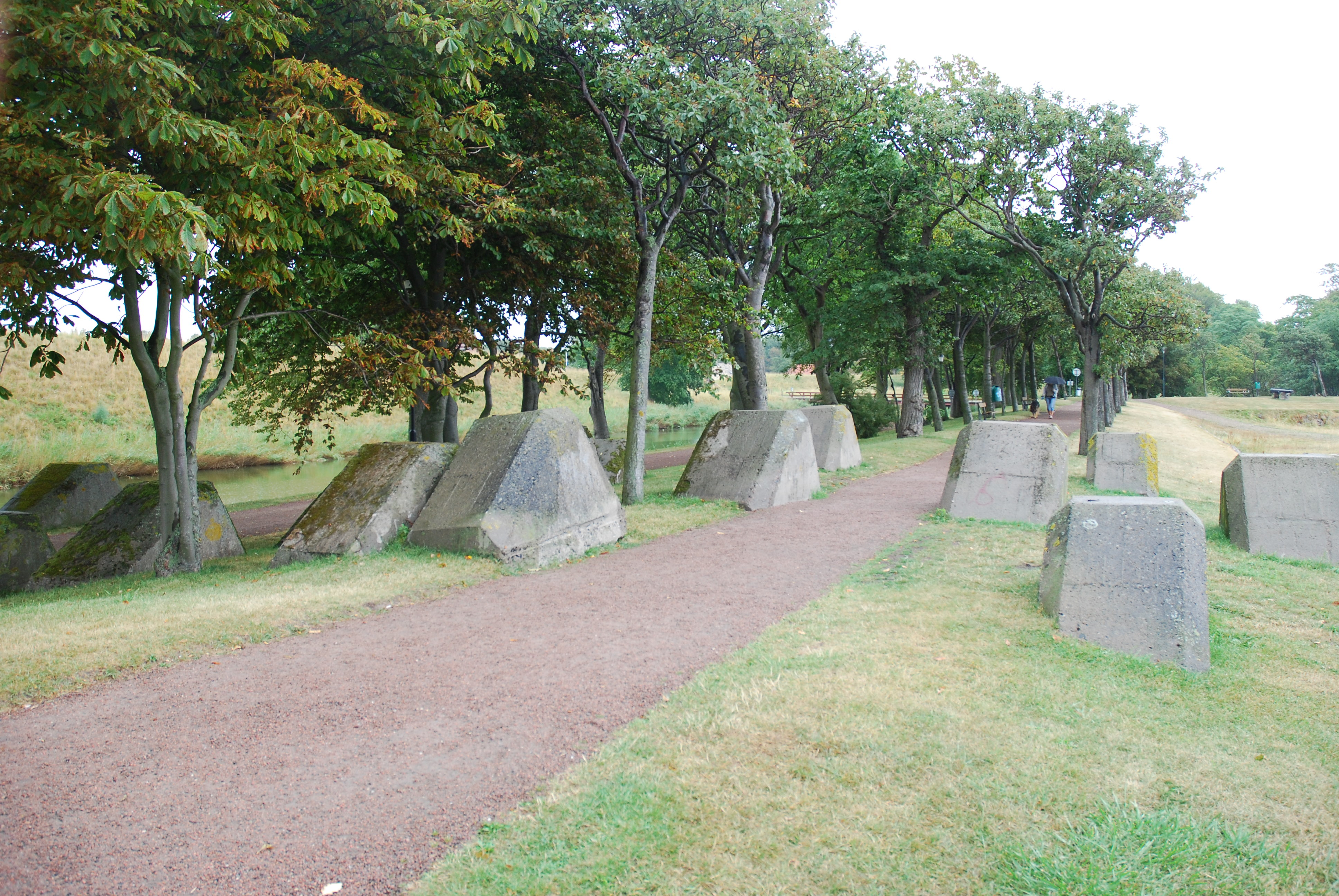
Stridsvagnshinder i Landskrona.
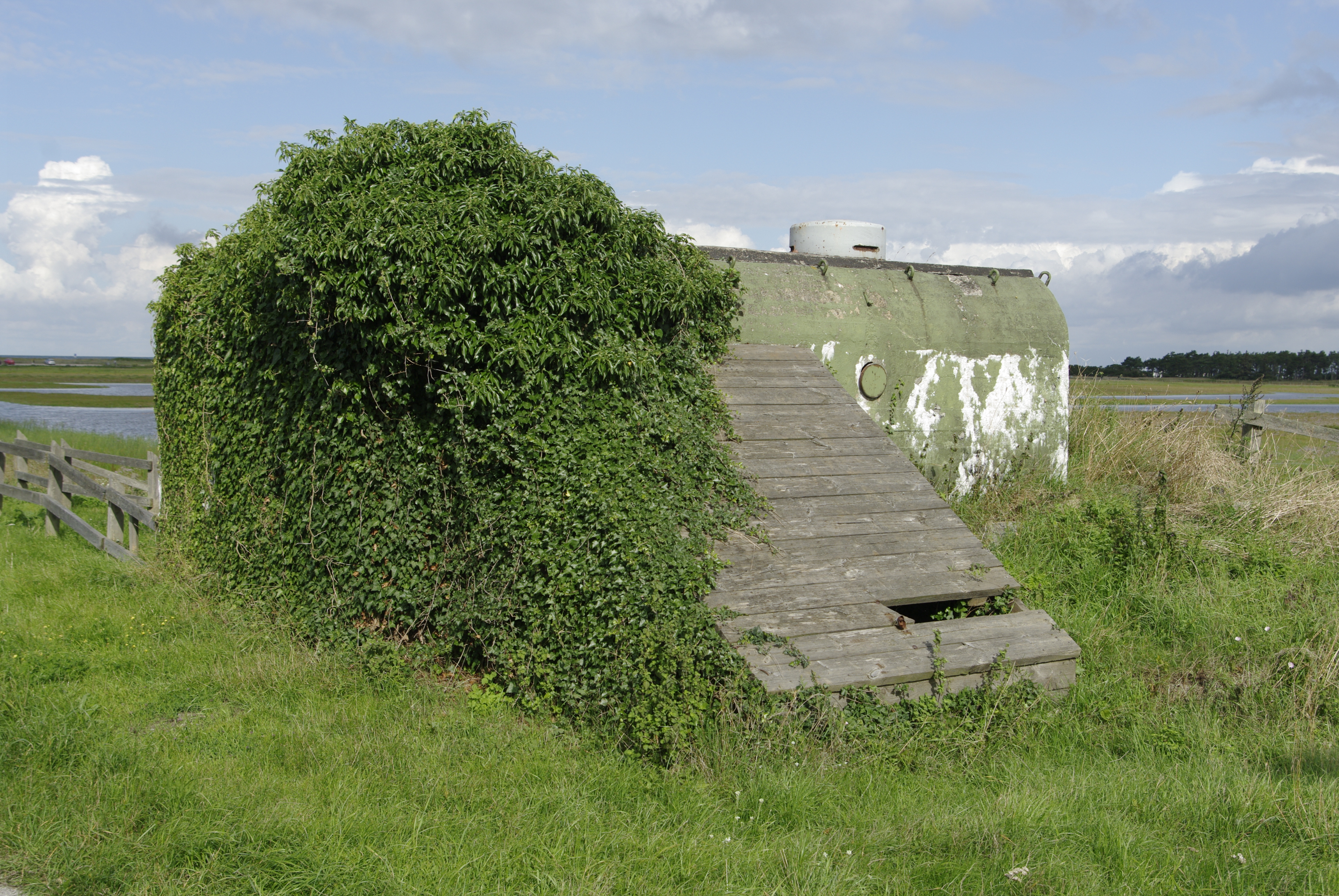
Pansarvärnsbunker XXI för försvaret av Skanörs hamn.
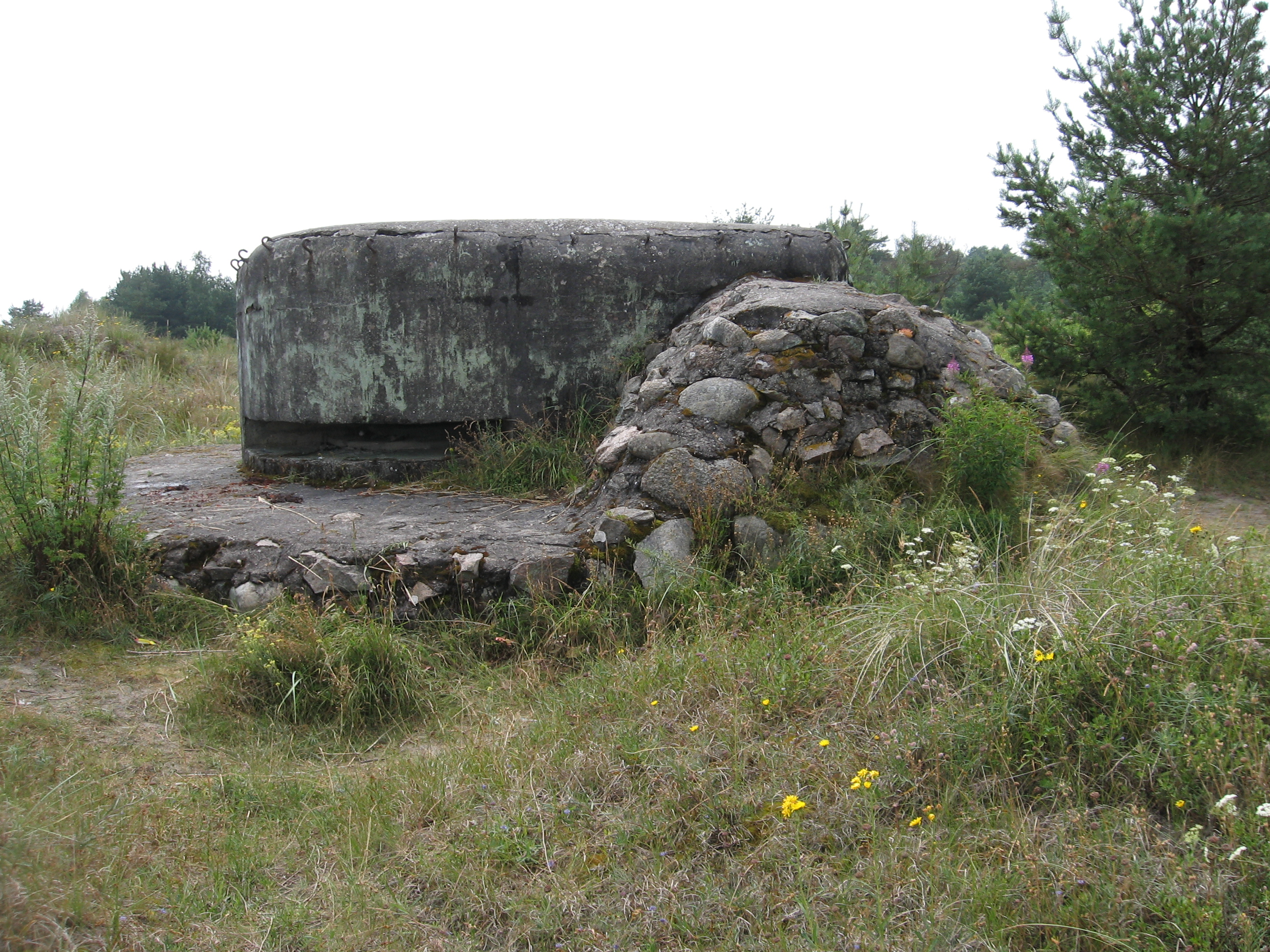
Observationsvärn typ 1 i Mälarhusen.
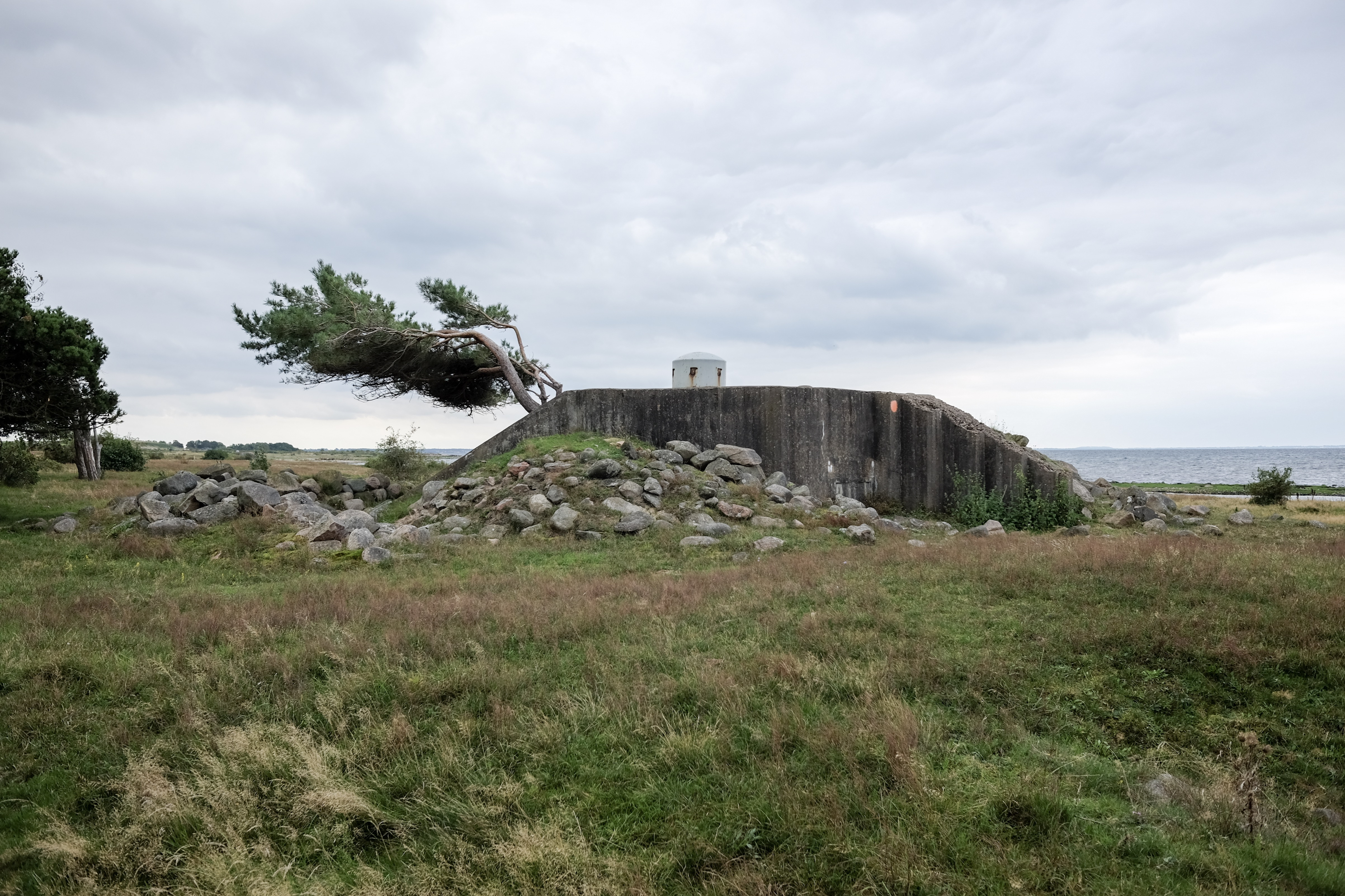
Värn utanför Glimminge plantering.